# Le Swap
Pour plus de détails, voir Fiche technique et Distribution.
Le Swap : on a échangé nos corps (The Swap) est un téléfilm américain de la collection des Disney Channel Original Movie, réalisé par Jay Karas et diffusé le 7 octobre 2016 sur la chaine Disney Channel.

## Synopsis
Deux étudiants de deuxième cycle du secondaire, Jack Malloy (Jacob Bertrand) et Ellie O’Brien (Peyton Roi List) traversent une période difficile. La mère de Jack est récemment décédée, le laissant avec ses grands frères Gunner et Stryker et son père, apparemment sans cœur, qui fait pression sur ses fils pour qu’ils soient des hommes, qui se battent et qui ne pleurent pas. Ellie, quant à elle, vit avec sa mère qui a divorcé récemment, tandis que sa meilleure amie Sassy a commencé à l’ignorer en faveur de la nouvelle fille de l'école, plus féminine mais aussi plus méchante, Aspen. Tous les deux ont de grands événements sportifs à venir ce weekend : Jack tente de faire partie de l’équipe de hockey universitaire, mais doit faire face à l’intimidation de Porter, qui a toujours perdu la dernière place sur l’universitaire face à l’un des frères de Jack. L’équipe de gymnastique rythmique d’Ellie doit gagner gros lors du prochain tournoi. Les coupes budgétaires à l’école le feront rétrograder «d’équipe» en «club».
Vendredi, ils se retrouvent tous les deux dans le bureau de l’infirmière, après que Jack se soit blessé à la bagarre avec Porter, et Ellie se met à pleurer après avoir entendu Aspen dire qu’elle était méchante envers Sassy derrière son dos. Ellie affirmant que les garçons ont mieux à faire que les filles sans avoir à affronter le drame de leurs amis. Jack dit que les filles ont plus de facilité parce qu'elles peuvent être aussi émotives qu'elles le souhaitent. L’infirmière fatiguée les oblige à continuer leur combat par SMS et s’envoie des textos en se disant comment ils aimeraient avoir une vie commune. Soudain, un éclair magique les frappe et les assomme, et quand ils se relèvent, ils réalisent qu'ils ont échangé leurs corps. Ellie se souvient de ce que sa mère a dit sur le fait qu'«investir trop d'énergie émotionnelle dans un objet lui confère du pouvoir». Dans ce cas, leurs téléphones portables respectifs, qu'ils chérissaient parce qu'ils appartenaient autrefois à leur parent, maintenant absent, avaient le pouvoir d'accorder leur souhait texté. Après avoir échoué, ils décident de chercher un livre appartenant à la mère d’Ellie pour inverser le sortilège. Mais ils découvrent que leur temps est limité quand il est révélé que le père d’Ellie annulera leur forfait téléphonique familial à compter de dimanche...

## Fiche technique
- Titre original : The Swap
- Titre français : Le Swap
- Titra français alternatif : Le Swap : on a échangé nos corps ! (TF1)
- Réalisation : Jay Karas
- Scénario : Charlie Shahnaian et Shari Simpson
- Sociétés de production : MarVista Entertainment
- Pays d'origine :  États-Unis
- Langue originale : anglais
- Format : couleur - 35 mm - 2,35:1 - son stéréo
- Genre : comédie, sentimental
- Dates de diffusion :
  -  États-Unis : 7 octobre 2016 sur Disney Channel[1]
  -  France : 3 février 2017 sur Disney Channel France[2]

 Sauf indication contraire, les informations mentionnées dans cette section peuvent être confirmées par la base de données cinématographiques IMDb,  présente dans la section « Liens externes ».

## Distribution
- Peyton Roi List (VF : Marie Du Bled) : Ellie O'Brien
- Jacob Bertrand (VF : Maxime Van Santfoort) : Jack Malloy
- Darrin Rose (VF : Simon Duprez) : Francis Malloy (Coach Malloy)
- Claire Rankin (VF : Colette Sodoyez) : Summer O'Brien
- Callan Potter (VF : Thibaut Delmotte) : Gunner Malloy
- Jesse Bostick : Stryker Malloy
- Eliana Jones (VF : Audrey D'Hulstère) : Aspen Bishop
- Kiana Madeira (VF : Mélanie Dermont) : Sassy Gaines
- Kolton Stewart (VF : Gauthier de Fauconval) : Owen
- James Godfrey : Porter Gibbs
- Devyn Nekoda : Mackenzie Wick
- Naomi Snieckus (en) : Coach Carol
- Linda Kash : infirmière Helen
- Naya Liviah : Claire
- Michael Fessaha : Ryan
- Marcia Johnson : Dr Baker